# Cinachyrella lacerata
Cinachyrella lacerata är en svampdjursart som först beskrevs av Bösraug 1913.  Cinachyrella lacerata ingår i släktet Cinachyrella och familjen Tetillidae.
Artens utbredningsområde är Tanzania. Inga underarter finns listade i Catalogue of Life.